# Cornelius Maluginensis
Die Cornelii Maluginenses waren ein patrizischer Zweig der bedeutenden römischen Familie der Cornelier. Die ersten einflussreichen Vertreter traten im 5. und 4. Jahrhundert v. Chr. auf die politische Bühne Roms. Bezeugt sind Vertreter der Familie bis ins 2. Jahrhundert v. Chr. In der frühen Kaiserzeit wurde der Gentilnomen Maluginensis von einem anderen Zweig der Cornelier, den Lentuli, als Cognomen (etwa Servius Cornelius Lentulus Maluginensis) wieder aufgenommen.
Bedeutende Vertreter:
- Servius Cornelius Maluginensis Cossus, Konsul 485 v. Chr.
- Lucius Cornelius Maluginensis Uritinus (Cossus), Konsul 459 v. Chr.
- Marcus Cornelius Maluginensis (Decemvir), römischer Senator, Politiker und Militär, Decemvir 450 v. Chr.
- Marcus Cornelius Maluginensis (Konsul), römischer Senator, Politiker und Militär, Konsul 436 v. Chr.
- Marcus Cornelius Scipio Maluginensis, römischer Politiker, Prätor 176 v. Chr.
- Publius (oder Ser.) Cornelius Maluginensis, Konsul 393 v. Chr.
- Servius Cornelius Maluginensis, Konsulartribun zwischen 386 und 368 v. Chr.